# Michaił Nalimow
Michaił Nikołajewicz Nalimow (ros. Михаил Николаевич Налимов, ur. 1894 we wsi Michajłowskoje w guberni jarosławskiej, zm. 2 października 1937 w Charkowie) – radziecki polityk.

## Życiorys
Od 1916 do stycznia 1918 służył w rosyjskiej armii, w której został młodszym podoficerem, od 1918 należał do RKP(b). Od sierpnia 1918 do maja 1921 służył w Armii Czerwonej, po czym został funkcjonariuszem państwowym i partyjnym, 1922-1923 był przewodniczącym Komitetu Wykonawczego Humańskiej Rady Powiatowej, a 1923-1925 Komitetu Wykonawczego Humańskiej Rady Okręgowej. Od 12 grudnia 1925 do 20 listopada 1927 był członkiem Centralnej Komisji Kontrolnej KP(b)U, 1927-1928 sekretarzem odpowiedzialnym Komitetu Okręgowego KP(b)U w Berdyczowie, od 29 listopada 1927 do 27 maja 1937 członkiem KC KP(b)U, a 1929-1930 sekretarzem odpowiedzialnym Komitetu Okręgowego KP(b)U w Sumach. Od 1931 do lipca 1932 był sekretarzem odpowiedzialnym Komitetu Miejskiego KP(b)U w Stalino (obecnie Donieck), od 17 do 29 lipca 1932 przewodniczącym Komitetu Organizacyjnego Prezydium Wszechukraińskiego Centralnego Komitetu Wykonawczego na obwód doniecki, a od 29 lipca do 19 września 1932 przewodniczącym Komitetu Wykonawczego Donieckiej Rady Obwodowej. We wrześniu 1932 został przeniesiony na zastępcę przewodniczącego Komitetu Wykonawczego Donieckiej Rady Obwodowej, 1933-1934 był szefem sektora politycznego stacji maszynowo-traktorowej, a od marca do lipca 1937 II sekretarzem Komitetu Obwodowego KP(b)U w Charkowie. 17 lipca 1937 został aresztowany i następnie rozstrzelany podczas wielkiej czystki.